# شهرستان گلف (فلوریدا)
شهرستان گلف، فلوریدا (به انگلیسی: Gulf County, Florida) یک سکونتگاه مسکونی در ایالات متحده آمریکا است که در فلوریدا واقع شده‌است.

## خصوصیات
شهرستان گلف ۱٬۹۵۸٫۰۴ کیلومترمربع مساحت دارد.